# Џорџ Вент
Џорџ Роберт Вент млађи (енгл. George Robert Wendt Jr.; Чикаго, 17. октобар 1948 — Лос Анђелес, 20. мај 2025) био је амерички глумац, редитељ, продуцент и комичар.
Најпознатији је по улози Норма Питерсона у телевизијској серији Кафић Уздравље. Појавио се и у филмовима Флеч, Ентузијаста, Предели сна, Кућа, Заувек млад, Талац за један дан и Мушкарац у кући.